# Dodauer See
Der Dodauer See zwischen Plön und Eutin in der Gemeinde Malente ist ein unter Naturschutz stehender See im Kreis Ostholstein nahe dem Dorf Dodau in Schleswig-Holstein, der den Ursprung der Schwartau darstellt.

## Topographie
Der Dodauer See hat eine langgestreckte Form, die von West nach Ost verläuft und aus zwei größeren ovalen Wasserflächen besteht. Er ist an seiner tiefsten Stelle 1,7 m tief und hat eine Länge von etwa 750 Meter und eine maximale Breite von rund 300 Meter, wodurch sich eine Größe von 16,9 Hektar sowie ein Uferumfang von 2,23 km ergibt.

## Lage
Der See liegt in der Holsteinischen Schweiz und ist umgeben von einer hügeligen Moränenlandschaft. Wobei sich die nächstgelegene Ortschaft Bösdorf im Südwesten und der Eutiner Stadtteil Neudorf im Osten in einer Entfernung von etwas über 2,5 km befinden.

## Geschichte
Zu Anfang des 19. Jahrhunderts wurde die Größe des Sees mit 10.000 Quadratruten (rund 28 Hektar) angegeben. Der See wurde später zur Gewinnung von Weideland trockengelegt. Im Rahmen des Baus der Ortsumgehung der B 76 um Eutin ab Mitte der 1990er Jahre wurde der See wiederhergestellt:

## Ufer
Am Ostufer grenzt der Dodauer Forst direkt an den See an, während im Süden die B 76 auf ihrem Weg von Eutin nach Plön langführt. Im Südosten befinden sich außerdem zwei Privatgrundstücke, während das restliche Ufer im westlichen Teil des Sees ist durch landwirtschaftlich-genutzte Flächen dominiert wird.